# ماتياس إينار
وُلد ماتياس إينار في نيور في 11 يناير عام 1972 ، وهو كاتب ومُترجم فرنسي .
وقد درس في معهد اللغات و الحضارات الشرقية بباريس زهي دروس عربية وفارسية . وأقام في الشرق واستقر في برشلونة عام 2000.

## جوائز
فاز ب جائزة غونكور في 3 نوفمبر 2015 على روايته بوصلة (رواية)

## روابط خارجية
- ماتياس إينار على موقع IMDb (الإنجليزية)
- ماتياس إينار على موقع مونزينجر (الألمانية)
- ماتياس إينار على موقع ديسكوغز (الإنجليزية)
- ماتياس إينار على موقع قاعدة بيانات الفيلم (الإنجليزية)